# レイアノクラディ
レイアノクラディ (ギリシア語: Λειανοκλάδι)は、フティオティダ県にかつて属していた村である。2011年に地方自治体の刷新が行われた為、現在はラミア県に属している。レイアノクラディ村の面積は80.252 km2であり、人口は2011年現在2186人である。レイアノクラディにはピレウス・プラティ線が通っている

## References
1. ↑  Kallikratis law Greece Ministry of Interior （ギリシア語）
2. ↑  “Population & housing census 2001 (incl. area and average elevation)” (ギリシア語).   National Statistical Service of Greece. 2015年9月21日時点のオリジナルよりアーカイブ。2016年11月11日閲覧。